# بولس منجد الهاشم
بولس منجد الهاشم (ولد في 8 سبتمبر 1934 في العاقورة، لبنان) هو سفير بابوي سابق إلى الكويت والبحرين وقطر والإمارات العربية المتحدة واليمن والمندوب الرسولي لشبه الجزيرة العربية والأبرشية السابقة للأبرشية الكاثوليكية المارونية في بعلبك - دير الأحمر.

## التعليم
درس في مدرسة غزير وواصل تعليمه في كلية كارمز في باريس. الهاشم حاصل على درجة الماجستير في الصحافة والدراسات الدولية والدراسات الاجتماعية.
حصل على الدكتوراه في اللاهوت والقانون الكنسي من المعهد الكاثوليكي في باريس.
يجيد التحدث باللغات العربية والفرنسية والإيطالية والإنجليزية والسريانية واللاتينية واليونانية والآرامية.

## الحياة
ولد الهاشم في 8 سبتمبر 1934 في لبنان. كان كاهنا في 28 مارس 1959 وعمل لسنوات في لبنان. البابا يوحنا بولس الثاني منحه في 11 ديسمبر 1978 كقائد فخري للقداسة (المونسنيور).
من عام 1967 إلى 1970 شغل منصب مدير البرامج العربية لراديو الفاتيكان. في الفترة من عام 1970 إلى عام 1978 كان مسؤولا في لجنة الاتصالات الاجتماعية ونائب مدير المكتب الصحفي للكرسي الرسولي. في عام 1974 عين مندوبا مسؤولا عن مكتبة الفاتيكان السينمائية. في الفترة من 1978 إلى 1995 عمل الهاشم في أمانة الفاتيكان. من عام 1991 إلى عام 2004 كان أستاذا للشريعة الإسلامية في جامعة لاتران البابوية. في أكتوبر 1993 عين رئيسا لمكتب قسم الشؤون العامة في أمانة الفاتيكان.
في 10 يونيو 1995 تم تعيينه أسقف ماروني في أبرشية بعلبك - دير الأحمر خلفا لفيليب بطرس شيبايا. البطريرك الماروني لأنطاكية نصر الله بطرس صفير كرسه الأسقف في 13 سبتمبر 1995. كان من بين المشاركين في منصبه هم بطرس الجميل أرتشيبارك قبرص ورولان أبو جودة أسقف أنطاكية المساعد.
في 27 أغسطس 2005 عين الهاشم رئيس أساقفة دارنيس وأصبح خلفا لرافائيلي باراتا وعين سفير بابوي إلى الكويت والبحرين واليمن وقطر. في 4 أغسطس 2007 أصبح الهاشم سفير بابوي إلى دولة الإمارات العربية المتحدة. في 2 ديسمبر 2009 أصبح سفير بابوي فخري.
كان خلفه في الأبرشية المارونية الكاثوليكية في بعلبك - دير الأحمر سمعان عطا الله.